# Michael Gothard
Michael Alan Gothard (* 24. Juni 1939 in London, England; † 2. Dezember 1992 in Hampstead) war ein britischer Schauspieler, bekannt für seine Rolle in der Fernsehreihe Arthur von den Briten.

## Karriere
Gothard war ab 1966 für Film und Fernsehen tätig. Er spielte in den Filmen Herostratus (1967), Up the Junction (1968) und Die drei Musketiere (1973) mit. Des Weiteren war Gothard im James-Bond-Film In tödlicher Mission (1981) als Fiesling Emile Leopold Locque zu sehen. Hier musste er keinen Satz sprechen. Eine wichtige Nebenrolle spielte er im Fernsehfilm Jack the Ripper – Das Ungeheuer von London neben Michael Caine die Rolle des George Lusk. Seine letzte Rolle spielte er in Dr. Frankenstein 1992 neben Patrick Bergin und Randy Quaid.
Gothard starb im Jahr 1992 durch Suizid.

## Filmographie (Auswahl)
- 1967: Herostratus
- 1969: Michael Kohlhaas – der Rebell
- 1969: Randall & Hopkirk – Detektei mit Geist (Randall & Hopkirk (Deceased)) (Fernsehserie, 1 Folge)
- 1970: Paul Temple (Fernsehserie) – Die seltsamen Spiele des Mr. Hill (Games people play)
- 1970: Die lebenden Leichen des Dr. Mabuse (Scream and Scream Again)
- 1971: Das vergessene Tal (The Last Valley)
- 1971: Die Teufel (The Devils)
- 1971: Wer hat Tante Ruth angezündet? (Whoever Slew Auntie Roo?)
- 1972: La Vallée
- 1973: Die drei Musketiere (The Three Musketeers)
- 1974: Die vier Musketiere – Die Rache der Mylady (The Four Musketeers)
- 1978: Warrior Queen (Fernsehserie)
- 1978: Tauchfahrt des Schreckens (Warlords of Atlantis)
- 1979: Die Profis (Folge: Der Mann aus Fernost, Fernsehserie)
- 1981: James Bond 007 – In tödlicher Mission (For Your Eyes Only)
- 1982: Ivanhoe (Fernsehfilm)
- 1984: Agentin mit Herz (Scaregrow and Mrs. King) (Fernsehserie, 1 Folge)
- 1985: Lifeforce – Die tödliche Bedrohung (Lifeforce)
- 1985: Der Aufpasser (Minder) (Fernsehserie, 1 Folge)
- 1988: Destroying Angel
- 1988: Yellow Pages
- 1988: Jack the Ripper – Das Ungeheuer von London (Jack the Ripper)
- 1989: Die Pyramiden des Todes (Out of Time – The Serpent of Death)
- 1991: Christopher Columbus – Der Entdecker (Christopher Columbus: The Discovery)
- 1992: Dr. Frankenstein